# NGC 1365
NGC 1365 ist eine Balken-Spiralgalaxie vom Hubble-Typ SBb im Sternbild Fornax am Südsternhimmel. Die Ausprägung der Balken ist markant und sie zählt zu den bekanntesten Balkenspiralgalaxien. Die Galaxie ist etwa 68 Millionen Lichtjahre entfernt und hat einen Durchmesser von über 200.000 Lichtjahren.
NGC 1365 ist eine Typ-2-Seyfertgalaxie und gehört dem Fornax-Galaxienhaufen an. Von der Erde aus gesehen rotiert sie im Uhrzeigersinn; eine komplette Umdrehung dauert etwa 350 Millionen Jahre.
Besonders interessiert die Astronomen die komplexe Bewegung der interstellaren Materie in der Galaxie und wie sie die Gasvorräte beeinflusst, aus denen dann neue Sterne entstehen. Der gewaltige Balken sorgt für Störungen im Gravitationsfeld der Galaxie, durch die in bestimmten Bereichen Gas komprimiert und dadurch Sternentstehung angeregt wird. In den Spiralarmen sind unzählige junge Sternhaufen zu erkennen, jeder enthält Hunderte oder Tausende junger und heller Sterne, die alle innerhalb der letzten zehn Millionen Jahre entstanden sind.
Wie bei Spiralgalaxien üblich ist das Zentrum von NGC 1365 ein supermassives Schwarzes Loch (SMBH). Durch einen glücklichen Zufall (eine Gaswolke schob sich in die Sichtlinie zwischen der Erde und dem Zentrum der Galaxie) konnte vor kurzem mittels des im Weltraum stationierten Röntgenteleskops Chandra die Röntgenstrahlen ausstrahlende Gasscheibe um das Schwarze Loch vermessen werden. Der Messung zufolge hat die Gasscheibe einen Durchmesser von 7 AE, was lediglich dem Zehnfachen des errechneten Ereignishorizontes entspricht. In NGC 1365 wurden bisher vier Supernovae beobachtet: SN 1957C (Typ unbekannt), SN 1983V (Typ Ic), SN 2001du (Typ II-P) und SN 2012fr (Typ Ia).
Das Objekt wurde am 24. November 1826 von dem schottischen Astronomen James Dunlop entdeckt.

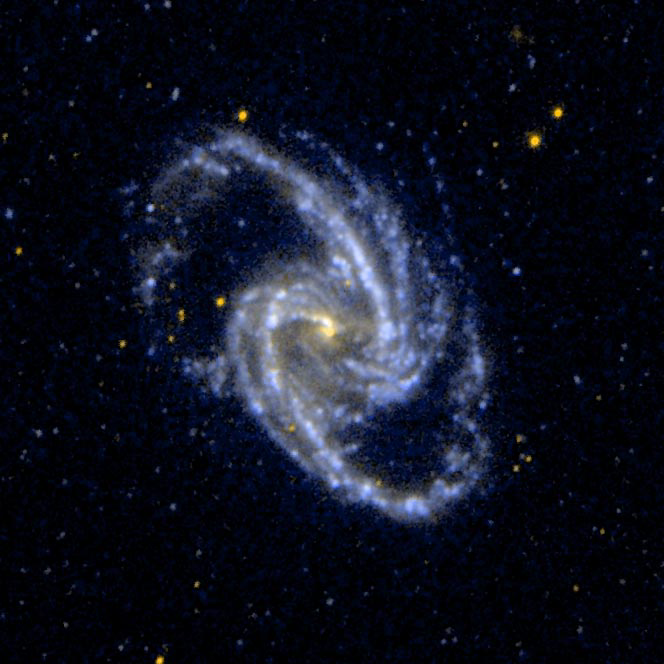
Ultraviolett-Aufnahme, erfasst mit GALEX
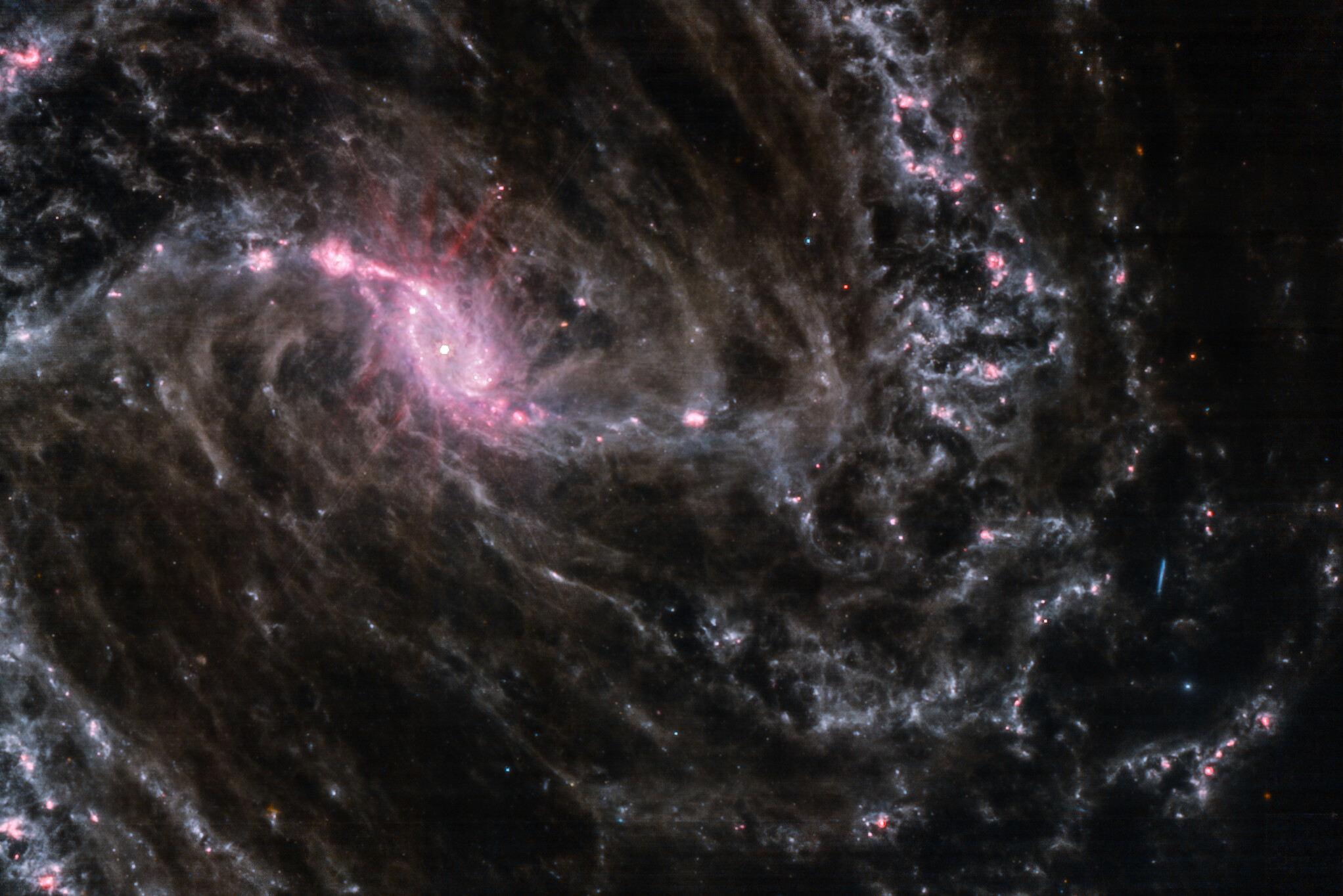
Infrarotaufnahme mithilfe des James-Webb-Weltraumteleskops
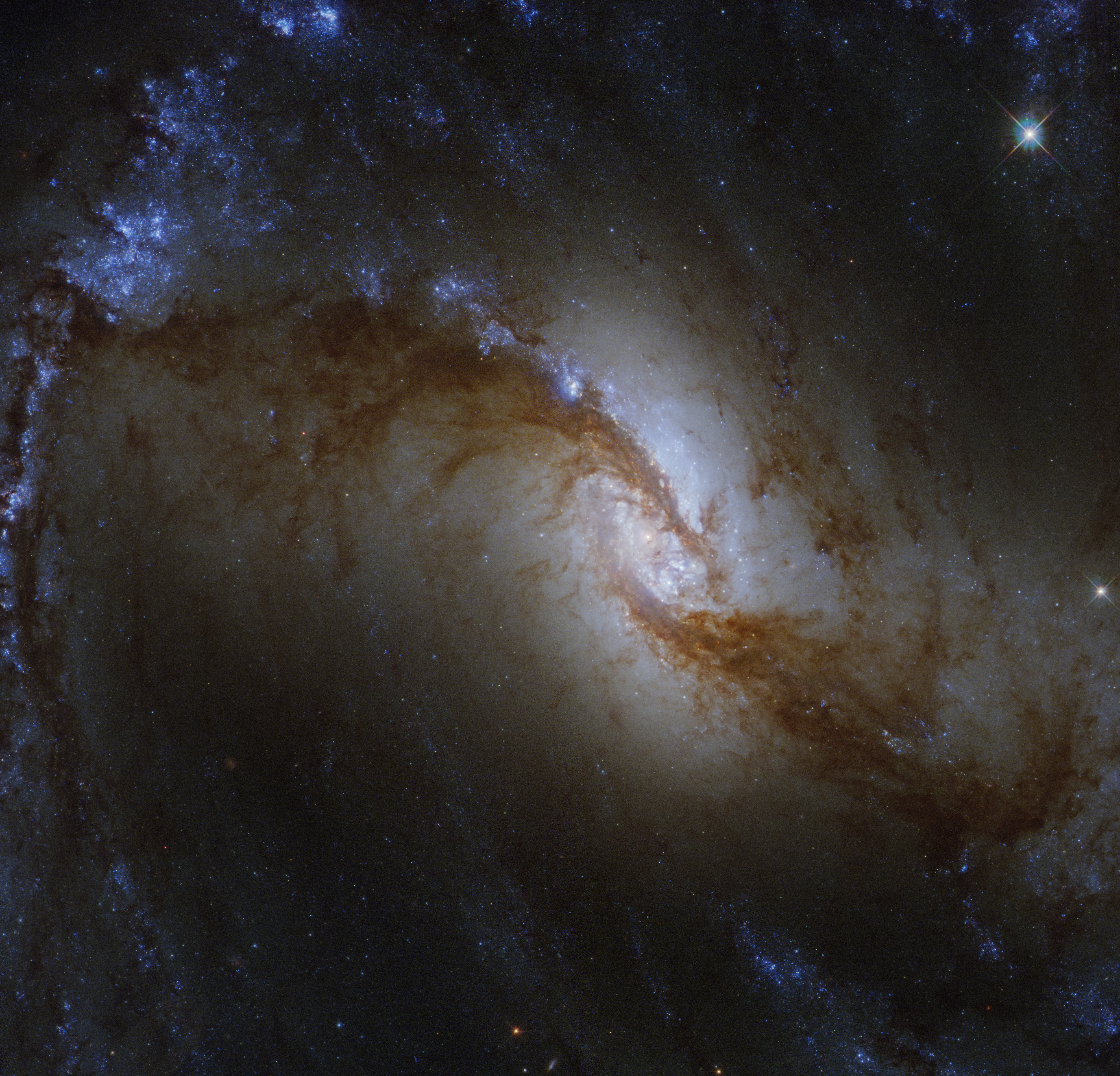
Zentraler Bereich von NGC 1365, aufgenommen vom Hubble-Weltraumteleskop
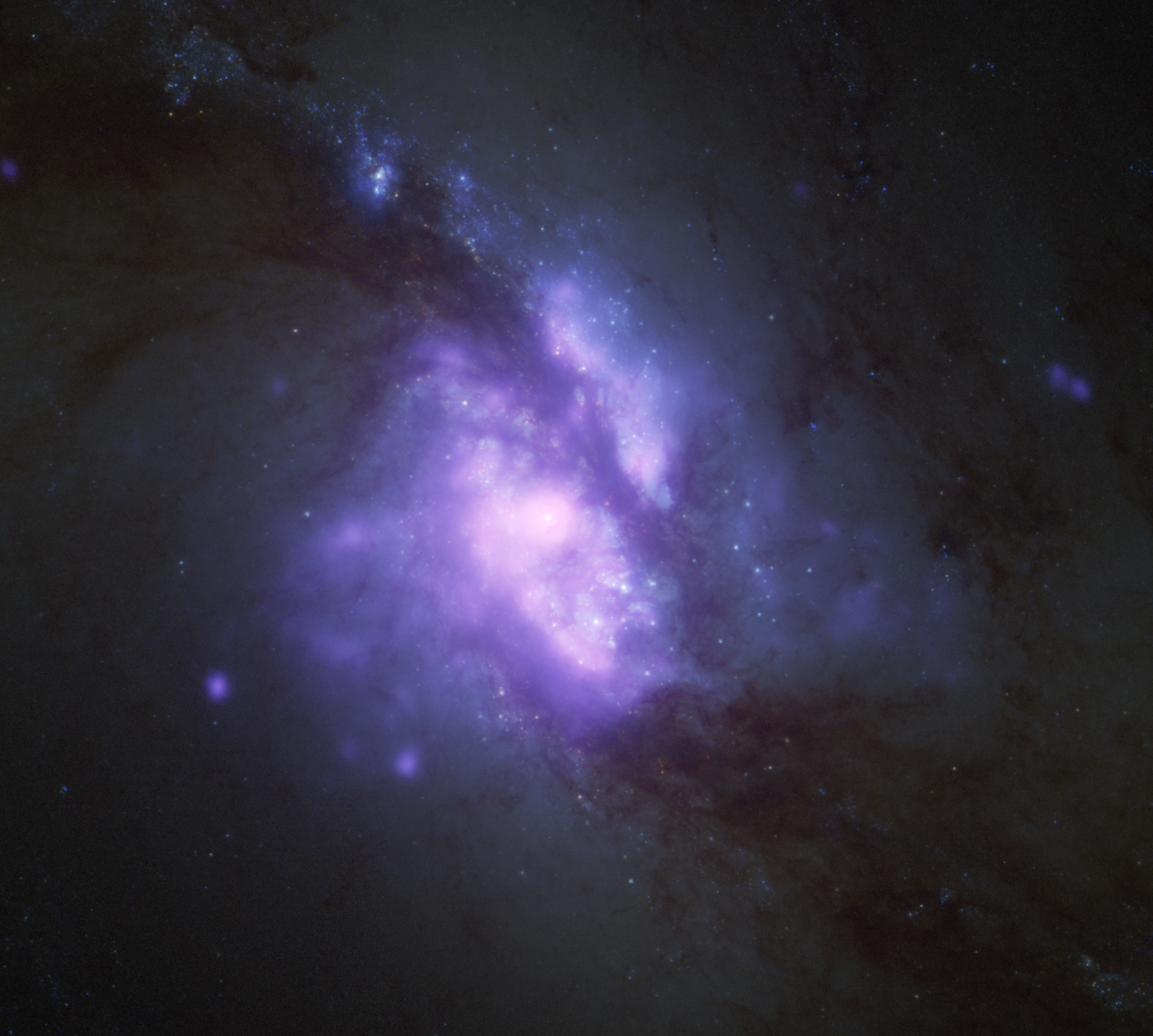
Röntgenstrahlung des Zentrums, abgebildet mithilfe des Chandra-Röntgenteleskops
Aufnahme des Zentrums mithilfe des Very Large Telescope